# Corinne Bailey Rae
Den britiske soulsangerinde Corinne Bailey Rae (1979) har toppet listen over de mest sandsynlige navne til "Årets Største Nye Navn" i BBC’s rundspørge "Sound of 2006".
Denne årlige meningsmåling har tidligere indkredset kommende stjerner som Franz Ferdinand, Scissor Sisters, Kaiser Chiefs og 50 Cent, længe før kunstnerne fik deres gennembrud.
Corinne Bailey Rae var pladeaktuel med EP’en "Like a Star", som fik en del positiv respons. Hun blev spået en stor fremtid inden for musik og blev af mange sammenlignet med Billie Holiday, Lauryn Hill, Norah Jones og Macy Gray.